# Трюгве Гран
Єнс Трюгве Герман Гран (Jens Tryggve Herman Gran;1888 — 1980) — норвезький льотчик, полярник і письменник.

## Біографія
Трюгве Гран народився 1888 року в Бергені у впливовій родині кораблебудівників. Його прадід Єнс Гран Берле (1758—1828) заснував корабельню у районі Лаксевог міста Берген. Його батько, власник верфі, помер, коли Трюггве було лише п'ять років. Трюгве навачався у середніх школах в Бергені та Ліллегаммері. У 1900 році виїхав на навчання до Швейцарії, де вивчив німецьку та французьку мови. Через три роки він зустрівся з німецьким імператором Вільгельмом II у будинку свого друга. Зустріч сильно вплинула на 14-річного юнака і він вирішує стати морським офіцером.
Гран також був футболістом і грав у команді Mercantile FK. Він також вийшов на поле в першому матчі національної футбольної збірної Норвегії проти збірної Швеції 12 липня 1908 року в Гетеборзі Швеція. Матч завершився з рахунком 11-3 на користь господарів.

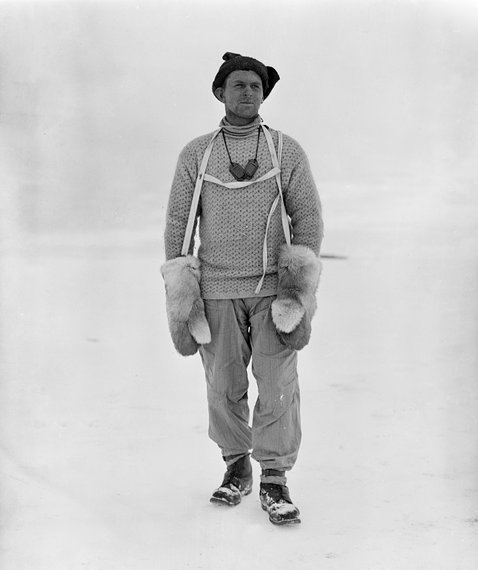
Трюгве Гран під час експедиції Терра Нова

Будучи курсантом, почав цікавитися природознавством і географією. У 1910 році за рекомендацією Фрідтьофа Нансена Роберт Фалькон Скотт вибрав Трюгве Грана для участі в експедиції Terra Nova в Антарктиді на посаді лижного інструктора. Під час експедиції Гран брав участь у пошуках зниклої групи і знайшов намет з трупами Скотта, Вілсона і Боверса.
У грудні 1912 року разом з Реймондом Прістлі та Фредеріком Гупером він піднявся на вулкан Еребус. Пригода могла закінчитися трагедією через несподіване виверження, через яке навколо групи впало кілька блоків лави.
За подвиги в Антарктиді Гран був нагороджений полярною медаллю від короля Георга V.
Незабаром після повернення з антарктичної експедиції він зустрів ірландського льотчика Роберта Лоррейна, який передав йому свою пристрасть до польотів. Гран вступив до авіашколи Луї Блеріо в Парижі. 30 липня 1914 року він став першим пілотом, що перетнув літаком Північне море на борту моноплана Blériot XI-2 Ca Flotte, стартувавши з міста Круден-Бей в Шотландії до міста Єрен в Норвегії. Переліт тривав 4 години і 10 хвилин.
З початком Першої світової війни Гран, маючи звання лейтенанта ВПС Норвегії, добровольцем приєднується до Королівських ВПС. Спочатку заявка була відхилена через нейтралітет Норвегії, але Гран не здався і влаштувався як «капітан Тедді Грант» з Канади. Воював на Західному фронті, потім командував різними підрозділами Королівських ВПС в Архангельську. За свою службу Гран був нагороджений Військовим хрестом і йому присвоєно звання майора.
Після війни Гран провів кілька лекцій з авіації, брав участь у деяких дослідженнях в полярних областях і написав кілька книг. У 1919 році він був першою людиною, яка перелетіла з Лондона до Стокгольма, а в 1928 році керував пошуками зниклого Руаля Амундсена.
Під час Другої світової війни Гран вступив до норвезької нацисткої партії Національна єдність. Партія використовувала репутацію Грана як героя для своєї пропаганди і в 1944 році випустила пам'ятну марку до 30-ї річниці його перельоту через Північне море. Після закінчення війни Грана засудили до 18 місяців в'язниці за державну зраду.
Решту свого життя Трюггве Гран присвятив переважно написанню книг. Він помер у своєму будинку в Грімстаді, Норвегія, 8 січня 1980 року.

## Книги
- (норв.) Hvor sydlyset flammer — (1915)
- (норв.) Under britisk flagg: krigen 1914-18 — (1919)
- (норв.) Triumviratet — (1921)
- (норв.) En helt: Kaptein Scotts siste færd — (1924)
- (норв.) Mellom himmel og jord — (1927)
- (норв.) Heia — La Villa — (1932)
- (норв.) Stormen på Mont Blanc — (1933)
- (норв.) La Villa i kamp — (1934)
- (норв.) Slik var det: Fra kryp til flyger — (1945)
- (норв.) Slik var det: Gjennom livets passat — (1952)
- (норв.) Kampen om Sydpolen — (1961)
- (норв.) Første fly over Nordsjøen: Et femtiårsminne — (1964)
- (норв.) Fra tjuagutt til sydpolfarer — (1974)
- (норв.) Mitt liv mellom himmel og jord — (1979)